# Nabas (Aklan)
Pour les articles homonymes, voir Nabas.
Nabas (officiellement municipalité de Nabas : en aklanon Banwa it Nabas ; en hiligaïnon Banwa sang Nabas ; en tagalog : Bayan ng Nabas) est une municipalité de quatrième classe de la province d’Aklan, aux Philippines.
Lors du recensement de 2020, sa population s'élève à 40 632 habitants.

## Géographie
Nabas est l'une des dix-sept municipalités de la province d'Aklan, sur l'île de Panay, dans la région des Visayas occidentales au centre des Philippines. C'est une municipalité côtière, située à la pointe nord-ouest de l'île, le long de la Mer de Sibuyan ; son littoral a une longueur de 21 kilomètres. Elle se trouve à 43 kilomètres de Kalibo, chef-lieu de la province.
D'une superficie totale de 96,82 kilomètres carrés, Nabas est divisée administrativement en 20 barangays (districts) :
- Alimbo-Baybay
- Buenasuerte
- Buenafortuna
- Buenavista
- Gibon
- Habana
- Laserna
- Libertad
- Magallanes
- Matabana
- Nagustan
- Pawa
- Pinatuad
- Poblacion
- Rizal
- Solido
- Tagororoc
- Toledo
- Unidos
- Union

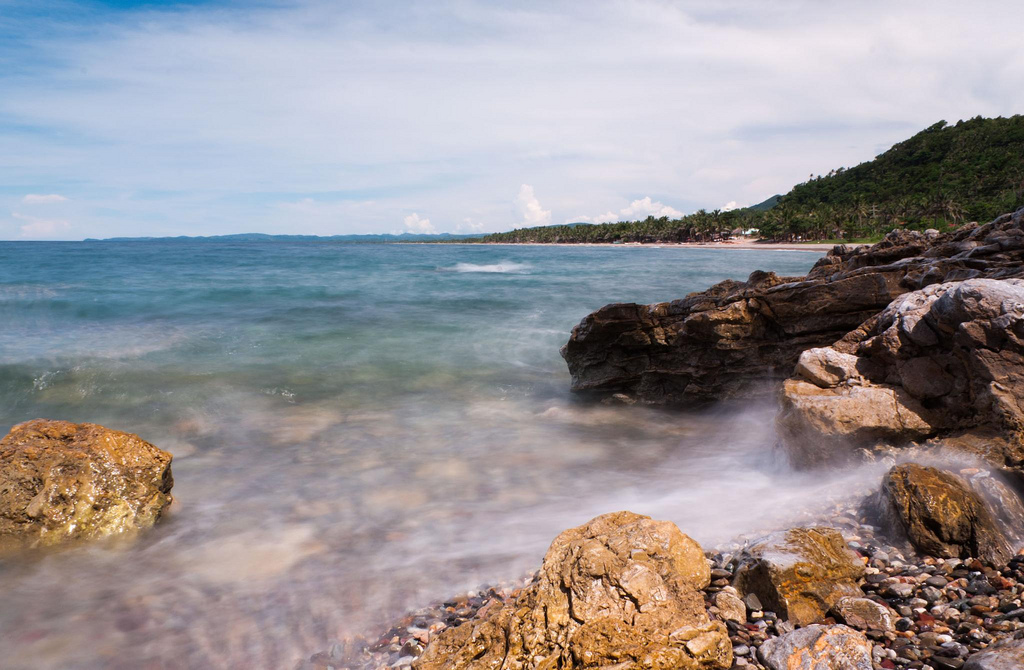
Le littoral dans le barangay de Gibon.
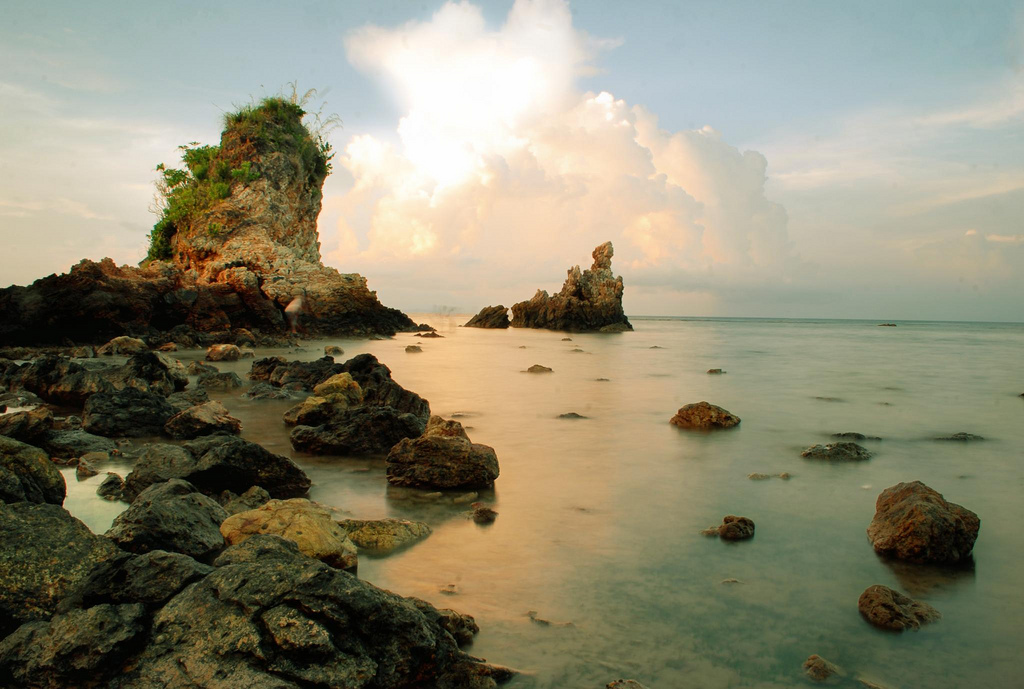
Le littoral dans le barangay d'Union.
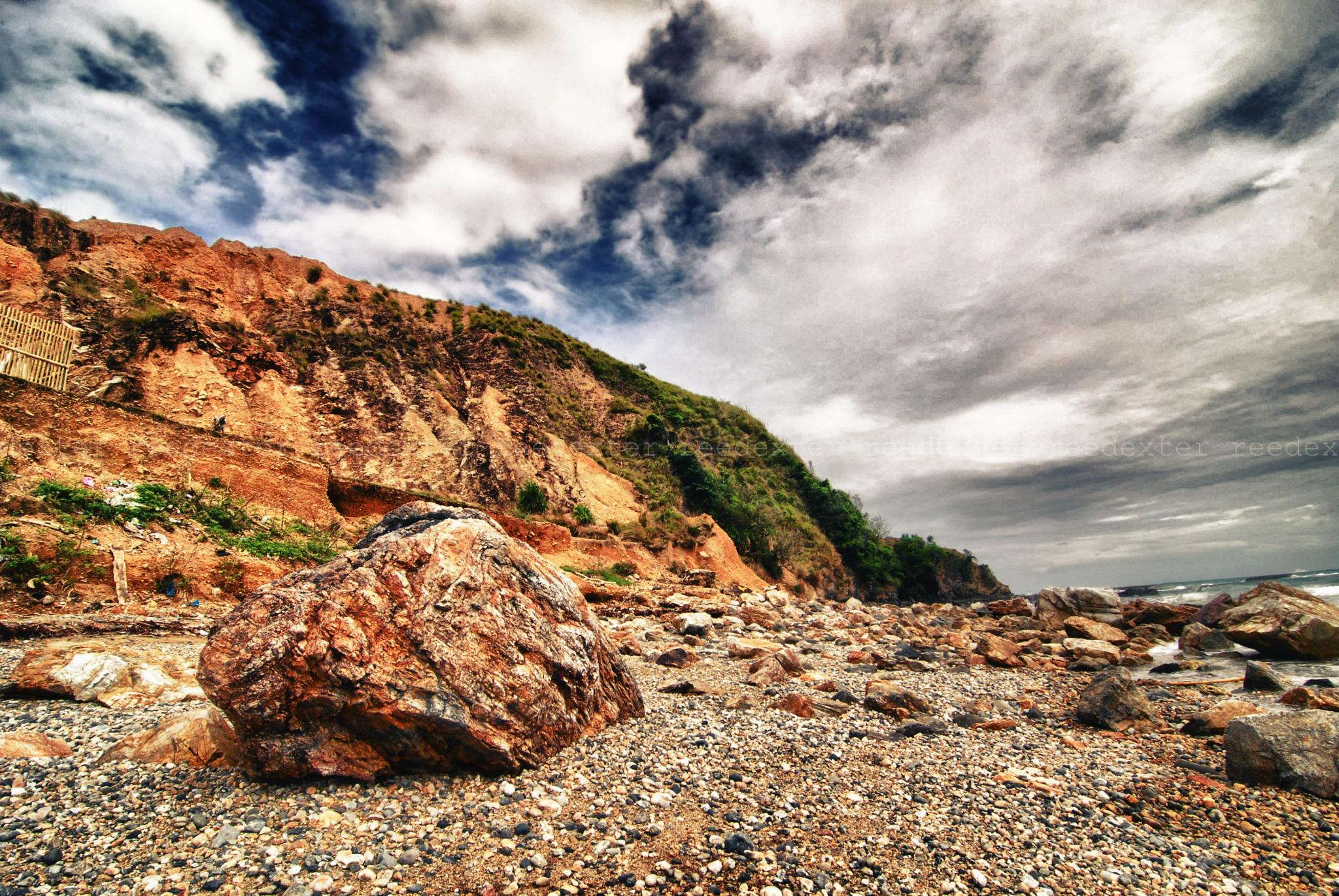
Le littoral dans le barangay d'Unidos.